# Il ballo di Sceaux
Il ballo di Sceaux (Le Bal de Sceaux) è un romanzo di Honoré de Balzac, pubblicato nel 1830. È la seconda opera delle Scènes de la vie privée (Scene di Vita Privata), il primo dei vari cicli narrativi che compongono La Comédie humaine, un'ambiziosa serie di romanzi, racconti, saggi d'argomento vario e novelle miranti tutti a descrivere ed analizzare la società francese, tanto nella sua sfera economico-sociale quanto in quella ideologico-valoriale, contemporanea all'autore.

## Trama
Emilia Fontaine è l'ultimogenita di una famiglia nobile ma con le sostanze limitate. Suo padre, il conte Fontaine, grazie al favore del sovrano riesce a sistemare tutti i suoi figli. Al momento di maritare Emilia, quest'ultima oppone il rifiuto a tutti i partiti proposti dalla sua famiglia. Impertinente e viziata, annuncia che sposerà solo un pari di Francia. Durante le vacanze estive, al ballo del paese "Il ballo di Sceaux", incontra un giovane, Massimiliano Longueville, del quale si innamora. La ragazza è convinta che il suo innamorato sia di nobili origini. I due giovani si scambiano le reciproche promesse d'amore. Una volta tornata a Parigi, Emilia lo vede in un negozio di stoffe, dietro al bancone. La ragazza abbandona l'innamorato e sposa l'anziano zio, il conte Kergarouët. Dopo parecchio tempo Emilia incontra Massimiliano in un salotto di Parigi; egli, a causa della morte del padre e del fratello, è diventato pari di Francia.

## Incipit
Il conte di Fontaine, capo di una delle più antiche famiglie del Poitou, aveva servito con intelligenza e coraggio la causa dei Borboni  durante la guerra che i Vandeani fecero alla Repubblica. Avendo avuta tanta fortuna da sfuggire a tutti i pericoli che minacciarono i capi realisti durante quella tempestosa epoca della storia contemporanea, era solito dire amenamente: Son uno di quelli che si son fatti uccidere sui gradini del trono!

## Finale
Ella gettò uno sguardo all'ammiraglio che, secondo la sua espressione familiare, pareva dovesse tener ancora a lungo il mare, e maledisse gli errori della giovinezza. In quel momento, il vescovo di Persepoli le disse con grazia episcopale: Mia bella signora, avete scartato il re di cuori, ed io ho vinto. Ma non rimpiangete il vostro denaro, lo riservo per i miei cari seminaristi.

## Edizioni italiane
- Honoré de Balzac, trad. Nanda Colombo, Passigli, Firenze 2008 ISBN 9788836811380